# استیا
استیا (به اسپانیایی: Estella) یک دهستان و شهر در اسپانیا است که در Estella Oriental واقع شده‌است. استیا ۱۵ کیلومتر مربع مساحت و ۱۴٬۱۳۸ نفر جمعیت دارد و ۴۲۱ متر بالاتر از سطح دریا واقع شده‌است.